# Sales Oliveira
Sales Oliveira è un comune del Brasile nello Stato di San Paolo, parte della mesoregione di Ribeirão Preto e della microregione di São Joaquim da Barra.

## Storia
Il comune è stato creato nel 1944 con legge statale.

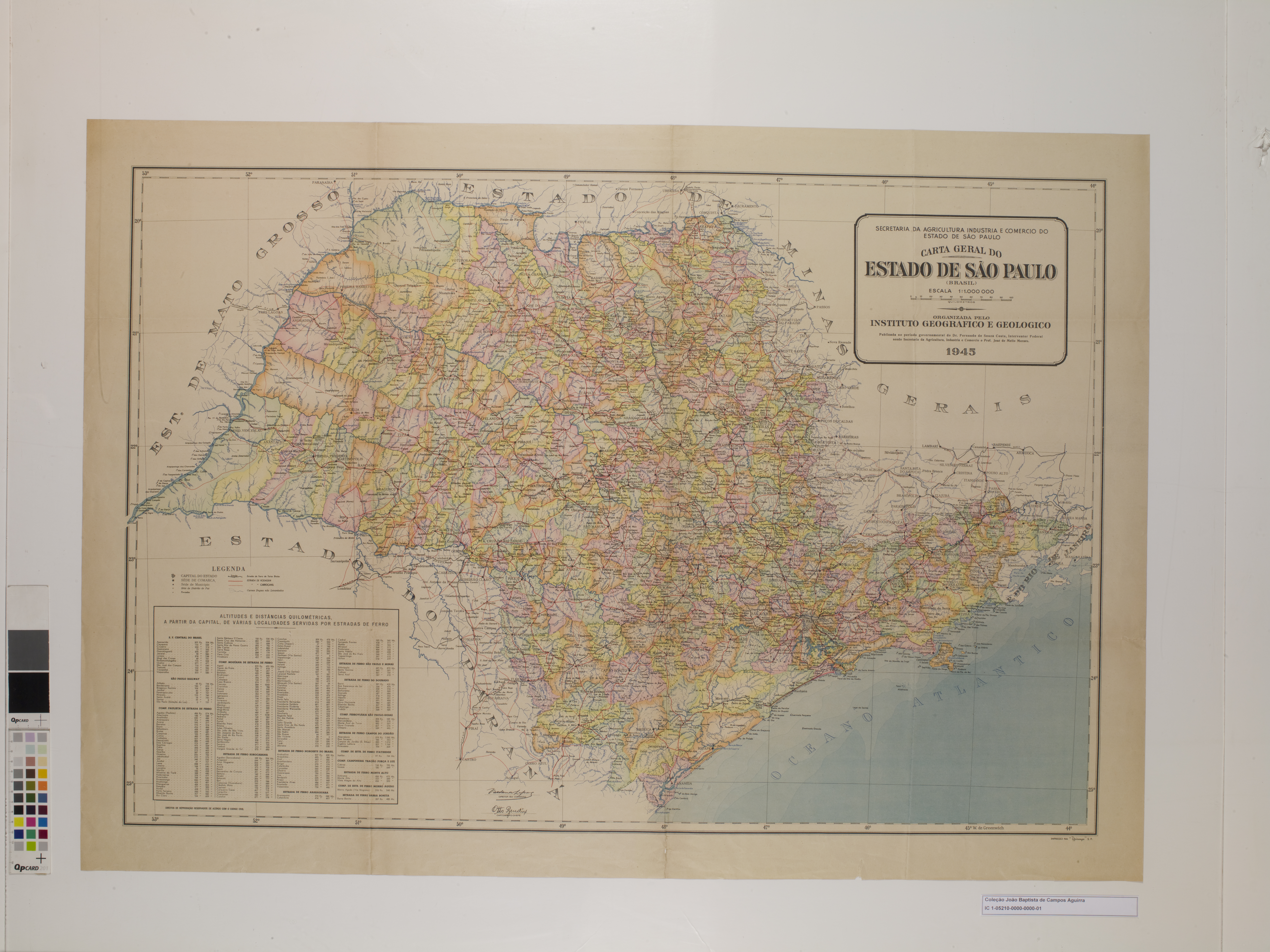
Mappa dello stato di San Paolo (1944).